# Bunny Berigan
Rowland Bernard Berigan, detto Bunny (Hilbert, 2 novembre 1908 – New York, 2 giugno 1942), è stato un trombettista e cantante statunitense.

## Biografia
Dopo iniziali studi di violino, passò alla tromba ed ancora tredicenne suonò in un'orchestra locale.
Il suo primo impegno da professionista, all'inizio degli anni venti, fu nell'orchestra "New Orleans Rhythm King" ed in varie orchestre studentesche.
Trasferitosi a New York, entrò nel 1929 nel gruppo del violinista Frank Cornwell poi nella band di Hal Kemp nel 1930, con cui effettuò un tour europeo.
Successivamente lo troviamo nell'orchestra di Fred Rich.
Dopo un'esperienza nell'orchestra del "re del Jazz" Paul Whiteman (1932 - 1933) , nel 1935 fu con i fratelli Dorsey, molto attivo negli studi di registrazione , prestò la sua maestria di trombettista (ma anche di cantante) per Red Norvo, Red McKenzie, Ray Noble.
La sua orchestra, costituita nel 1937, annoverò tra le sue file musicisti destinati a diventare famosi , come Buddy Rich, Georgie Auld, Joe Bushkin, Allan Reuss.
Sciolta la sua orchestra nel 1940, ritornò per alcuni mesi con Tommy Dorsey, e dopo aver costituito nuovamente un proprio piccolo gruppo a New York (1941), all'inizio del 1942 partecipò alla registrazione della colonna sonora del film Syncopation (1942).
Afflitto da gravissimi problemi di alcolismo, nella primavera del 1942, fu ricoverato in ospedale a New York.
Morirà nel giugno dello stesso anno.
Potentissimo e inventivo trombettista, nel 1939 fu eletto dalla rivista "Metronome" come miglior trombettista dell'anno.